# Almeida Garrett
João Baptista da Silva Leitão de Almeida Garrett, 1. viskont Almeida Garrett, portugalski romantični pesnik, pisatelj, dramatik, diplomat in politik, * 4. februar 1799, Porto, † 9. december 1854, Lizbona.
Njegovi najpomembejši pesmi sta Camões (1825) in Dona Branca (1826), ki veljata za prvi romantični deli v portugalski književnosti. 
Leta 1854 je bil postavljen za ministra za zunanje zadeve Portugalske, a je zaradi raka umrl že v nekaj dneh, po nastopu mandata.